# Gladys Yang

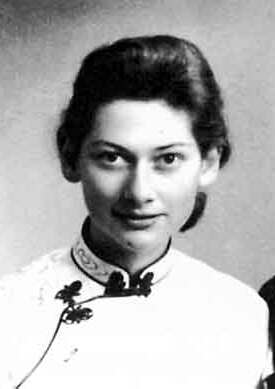
Gladys Taylor, Chongqing, 1941

Gladys Yang (geb. Gladys Margaret Tayler; chin. Dài Nǎidié 戴乃迭; * 19. Januar 1919 in Peking; † 18. November 1999 ebenda) war eine bedeutende britische Übersetzerin chinesischer Literatur.

## Leben
Gladys M. Tayler wurde in Peking als Tochter des britischen Missionars John Bernard Tayler geboren, kam als Kind nach England, ging in Sevenoaks (Kent) zur Schule und begann 1937 ein Studium der französischen Literatur an der Oxford University. An der Universität traf sie Yang Xianyi, der in Oxford zunächst französische und dann englische Literatur studierte. Gladys Tayler begann nun, bei E. R. Hughes Chinesisch zu studieren und wurde die erste Oxford-Absolventin in diesem Fach. Sie ging mit Yang Xianyi nach China; 1940 heirateten die beiden in Chongqing. Ab 1952 arbeiteten sie als Übersetzer am Verlag für fremdsprachige Literatur in Peking; ab 1954 arbeitete Gladys Yang für die Zeitschrift Chinese Literature (《中国文学》). Das Paar übersetzte gemeinsam zahlreiche Werke der klassischen und modernen chinesischen Literatur.
Gladys Yangs ältester Bruder Bernard wurde im Zweiten Weltkrieg in Singapur von der japanischen Armee gefangen genommen und kam um. Ihr zweiter Bruder und ihre Schwester lebten in England, ihr dritter Bruder in Simbabwe.
Nach Beginn der Kulturrevolution wurde Gladys Yang im Mai 1968 mit ihrem Mann als Spione verdächtigt und verhaftet. Erst 1972 wurden sie – so wie die meisten Ausländer in China – freigelassen.
Gladys Yang hatte zwei Töchter und einen Sohn.